# Джонатан Ливингстън Чайката
„Джонатан Ливингстън Чайката“, написана от Ричард Бах, е повест във формата на басня, в която се разказва за чайка, която се учи да живее и лети. Основната тема на книгата е себеусъвършенстването. За първи път е публикувана през 1970 като „Джонатан Ливингстън Чайката – история“ и става любима на много читатели в Съединените американски щати. До края на 1972 г. са публикувани повече от милион копия и книгата достига първото място в класацията на Ню Йорк Таймс за бестселъри, където се задържа 38 седмици. Романът все още се препубликува и през 2009 г. През 1973 г. по книгата е заснет филм с едноименно заглавие. Самият автор Бах твърди, че повестта е написана под впечатление на реалните полети на изключителния пилот Джон Ливингстън (John H. „Johnny“ Livingston) от 1920 до 1930 г.
В България романът е публикуван в превод на Нели Константинова през 1996, 2007 и 2012 г.